# William Gomes
William Gomes Carvalho Santos (Aracaju, Sergipe, 15 de marzo de 2006) es un futbolista brasilero. Juega de extremo e interior izquierdo, su equipo actual es el Fútbol Club Oporto de la Primeira Liga, máxima categoría del fútbol portugués.

## Trayectoria
En 2021 se incorporó a las divisiones juveniles de São Paulo. Firmó su primer contrato profesional en marzo de 2023.
Debutó como profesional el 23 de noviembre de 2023, el entrenador Dorival Júnior lo hizo ingresar al minuto 60 para enfrentar a Fluminense pero perdieron 1-0 en el Maracaná ante más de 44600 espectadores. Disputó su primer encuentro oficial con 17 años y la camiseta número 39.
El 31 de enero de 2025 fue anunciado su traspaso al Oporto por 9 000 000 de euros a cambio del 80% de su ficha, firmó contrato hasta 2029.

## Selección nacional
Ha sido parte de la selección de fútbol de Brasil en las categorías juveniles sub-15 y sub-17.
Fue citado por primera vez a la selección en septiembre de 2021, para entrenar con la sub-15. Jugó un partido amistoso de práctica contra la sub-16 de Atlético Mineiro y empataron 2-2. Debido a la Pandemia de COVID-19 se suspendieron las competiciones de Conmebol y no se realizaron Campeonatos Sudamericanos juveniles.
El 18 de febrero de 2022 volvió a ser convocado, esta vez en la primera lista de la sub-17.
Fue incluido en el plantel para disputar el Torneo de Montaigu en Francia. Debutó con la Canarinha el 12 de abril de 2022, tuvo minutos contra México y ganaron 4-0. Se coronaron campeones al vencer a Argentina en la final, William disputó 2 partidos.

## Estadísticas

### Clubes
Actualizado al último partido disputado el 23 de junio de 2025.
| Club                     | Div.          | Temporada     | Liga  | Liga  | Liga   | Estatal | Estatal | Estatal | Copas nacionales | Copas nacionales | Copas nacionales | Copas internacionales | Copas internacionales | Copas internacionales | Total | Total | Total  |
| Club                     | Div.          | Temporada     | Part. | Goles | Asist. | Part.   | Goles   | Asist.  | Part.            | Goles            | Asist.           | Part.                 | Goles                 | Asist.                | Part. | Goles | Asist. |
| ------------------------ | ------------- | ------------- | ----- | ----- | ------ | ------- | ------- | ------- | ---------------- | ---------------- | ---------------- | --------------------- | --------------------- | --------------------- | ----- | ----- | ------ |
| São Paulo F. C. · Brasil | 1.ª           | 2023          | 3     | 0     | 0      | -       | -       | -       | -                | -                | -                | -                     | -                     | -                     | 3     | 0     | 0      |
| São Paulo F. C. · Brasil | 1.ª           | 2024          | 11    | 3     | 1      | 1       | 0       | 0       | 1                | 0                | 0                | 3                     | 0                     | 0                     | 16    | 3     | 1      |
| São Paulo F. C. · Brasil | 1.ª           | 2025          | -     | -     | -      | 1       | 0       | 0       | -                | -                | -                | -                     | -                     | -                     | 1     | 0     | 0      |
| São Paulo F. C. · Brasil | Total club    | Total club    | 14    | 3     | 1      | 2       | 0       | 0       | 1                | 0                | 0                | 3                     | 0                     | 0                     | 20    | 3     | 1      |
| F. C. Oporto Portugal    | 1.ª           | 2024-25       | 8     | 0     | 0      | —       | —       | —       | -                | -                | -                | 3                     | 1                     | 0                     | 11    | 1     | 0      |
| F. C. Oporto Portugal    | 1.ª           | 2025-26       | -     | -     | -      | —       | —       | —       | -                | -                | -                | -                     | -                     | -                     | 0     | 0     | 0      |
| F. C. Oporto Portugal    | Total club    | Total club    | 8     | 0     | 0      | 0       | 0       | 0       | 0                | 0                | 0                | 3                     | 1                     | 0                     | 11    | 1     | 0      |
| Total carrera            | Total carrera | Total carrera | 22    | 3     | 1      | 2       | 0       | 0       | 1                | 0                | 0                | 6                     | 1                     | 0                     | 31    | 4     | 1      |
| 1. 2.                    |               |               |       |       |        |         |         |         |                  |                  |                  |                       |                       |                       |       |       |        |

### Selección
Actualizado al último partido disputado el 12 de octubre de 2022.
| Selección         | Temporada         | Continental | Continental | Continental | Mundial | Mundial | Mundial | Amistosos | Amistosos | Amistosos | Total | Total | Total  |
| Selección         | Temporada         | Part.       | Goles       | Asist.      | Part.   | Goles   | Asist.  | Part.     | Goles     | Asist.    | Part. | Goles | Asist. |
| ----------------- | ----------------- | ----------- | ----------- | ----------- | ------- | ------- | ------- | --------- | --------- | --------- | ----- | ----- | ------ |
| Sub-17 · Brasil   | 2022              | —           | —           | —           | —       | —       | —       | 2         | 0         | 0         | 2     | 0     | 0      |
| Sub-17 · Brasil   | Total sel.        | 0           | 0           | 0           | 0       | 0       | 0       | 2         | 0         | 0         | 2     | 0     | 0      |
| Total selecciones | Total selecciones | 0           | 0           | 0           | 0       | 0       | 0       | 2         | 0         | 0         | 2     | 0     | 0      |